# American Psychologist
«American Psychologist» (с англ. — «Американский психолог») — рецензируемый научный журнал Американской психологической ассоциации. Является официальным журналом этой профессиональной ассоциации, выходящим девять раз в год; в настоящее время публикуется на сайте SAGE Publications.
Издание своевременно публикует значительные и актуальные статьи, представляющие широкий интерес. Материалы включают эмпирические отчеты и научные обзоры, охватывающие науку, практику, образование и политику. На сегодняшний день главный редактор — Энн Э. Казак, доктор философии, ABPP.
Согласно веб-сайту apa.org, импакт-фактор журнала за 2018 год составил 5,094.